# Alpi Venoste Orientali
Le Alpi Venoste Orientali (Östliche Vinschgauer Alpen in tedesco) sono un gruppo montuoso delle Alpi Orientali. Si trovano lungo il confine tra l'Italia (provincia autonoma di Bolzano) e l'Austria (Tirolo). Prendono il nome dalla Val Venosta e si chiamano orientali per distinguerle dalle Alpi della Val Müstair che sono anche dette Alpi Venoste Occidentali.

## Classificazione

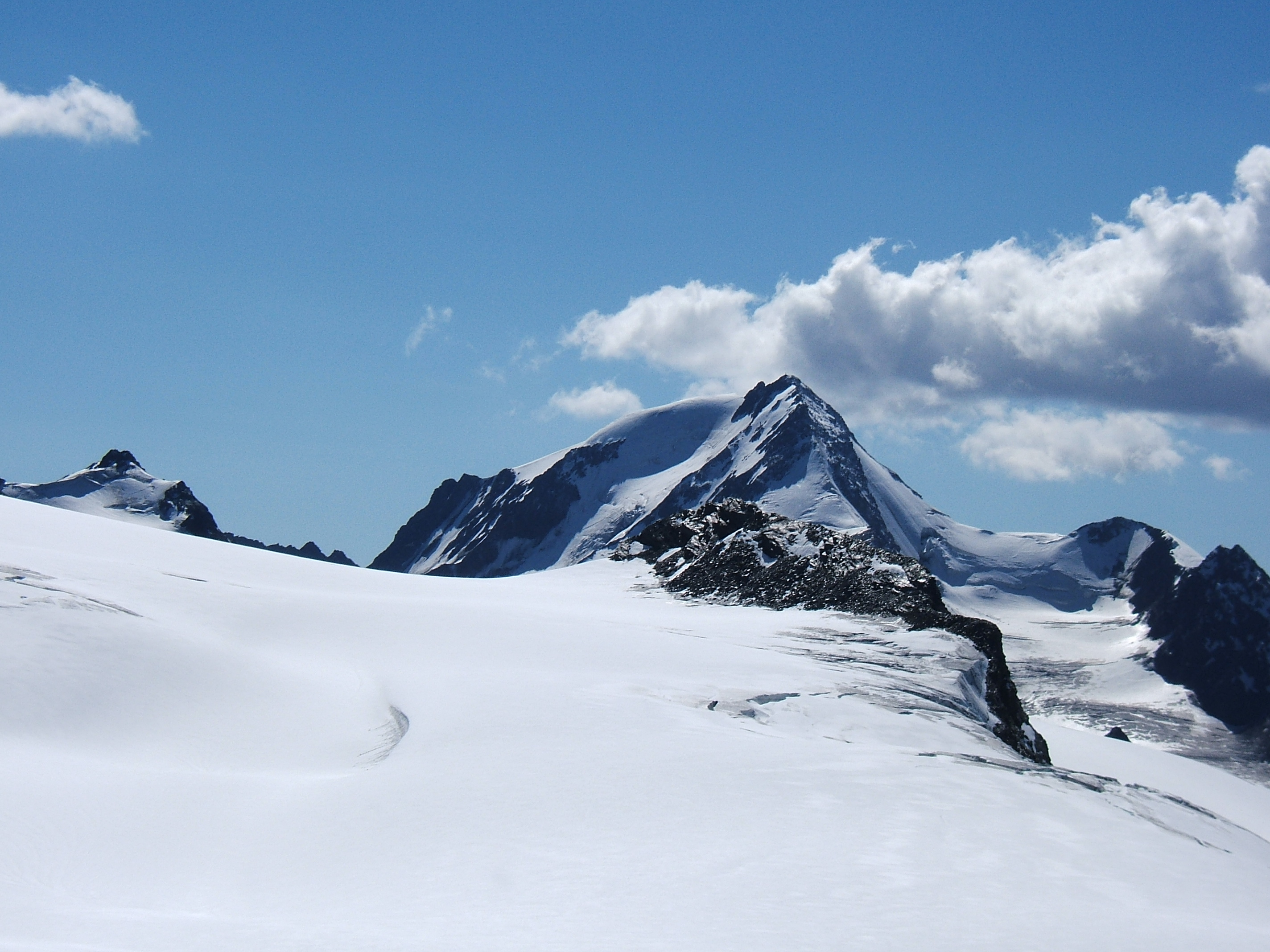
Palla Bianca

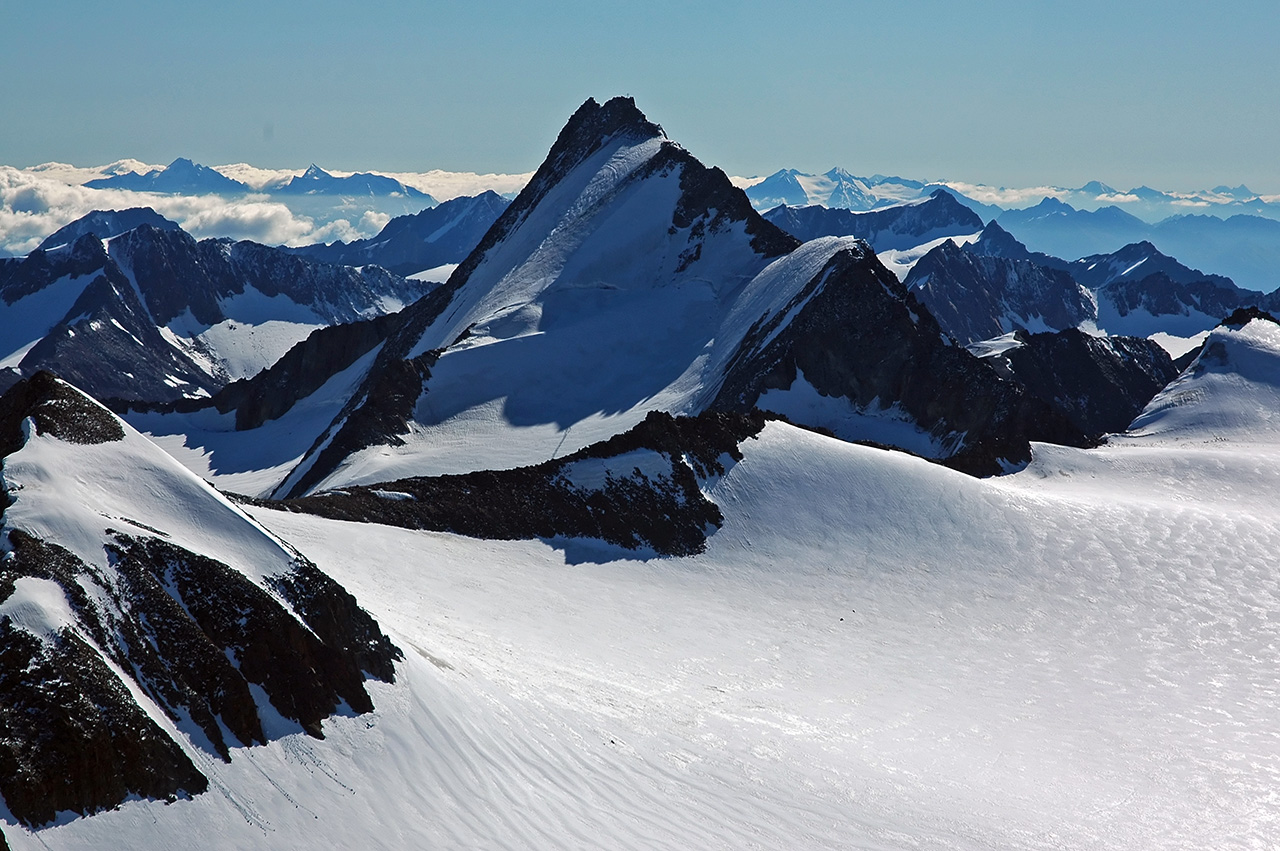
Cima Nera

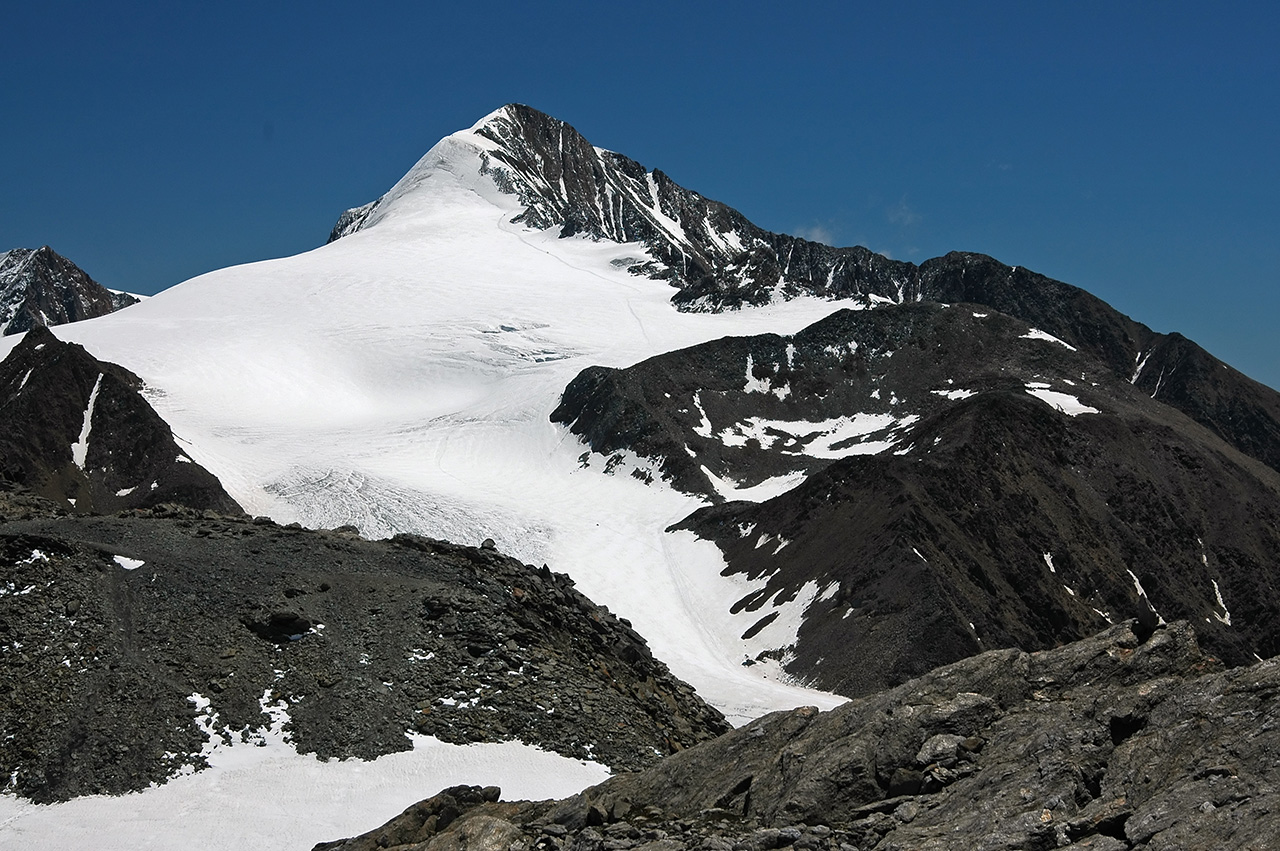
Similaun

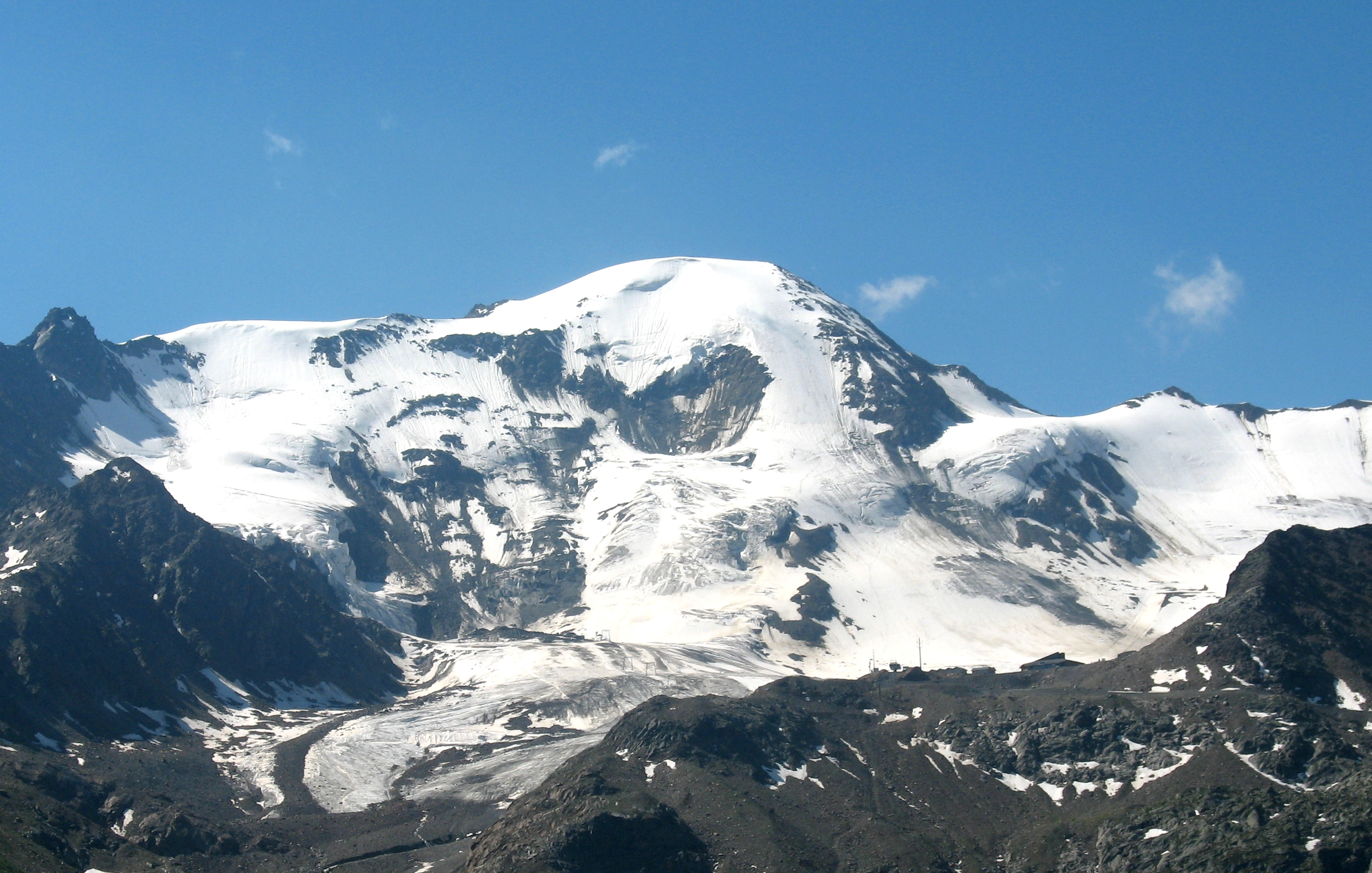
Cima del Lago Bianco

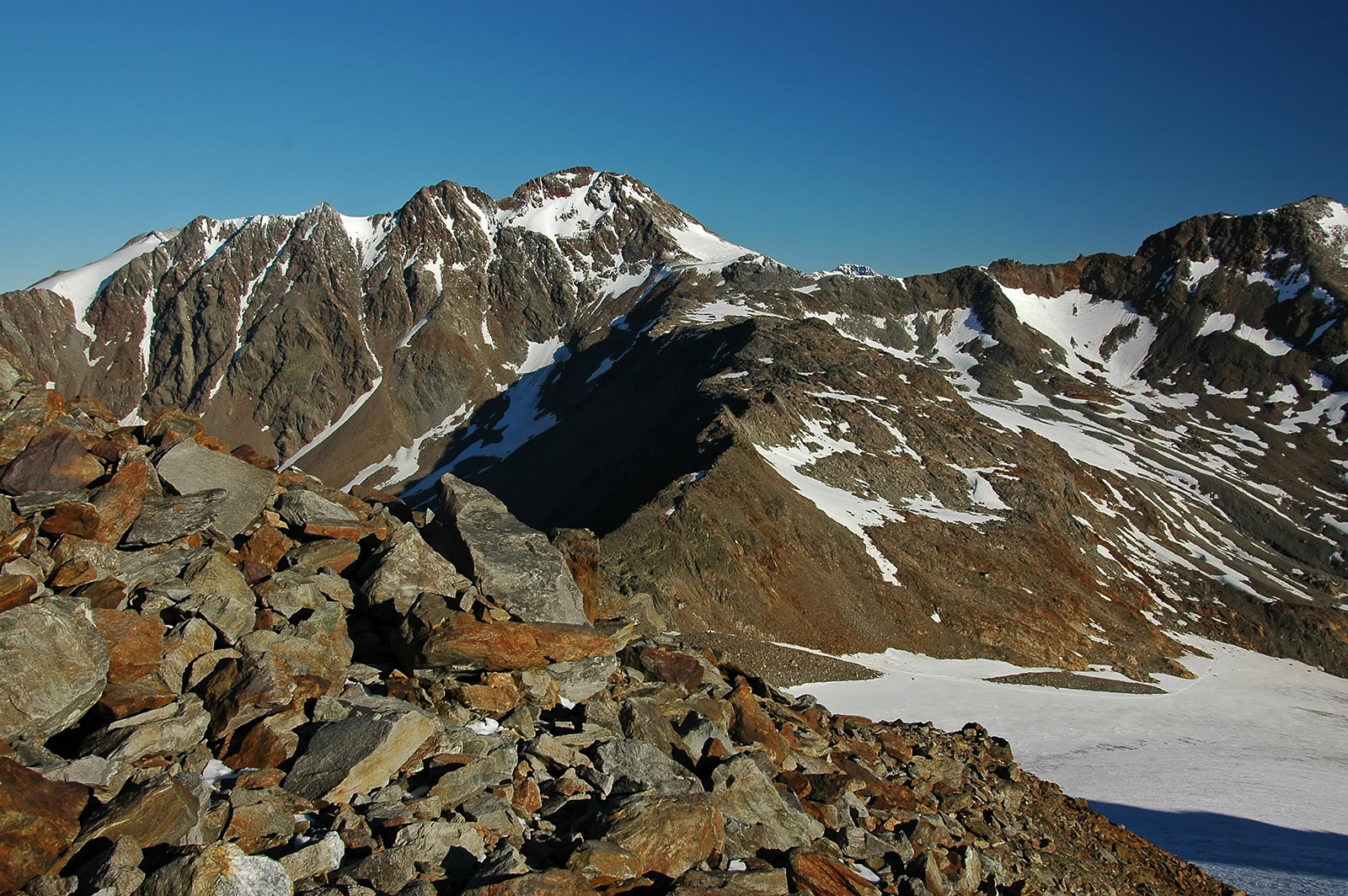
Punta di Finale

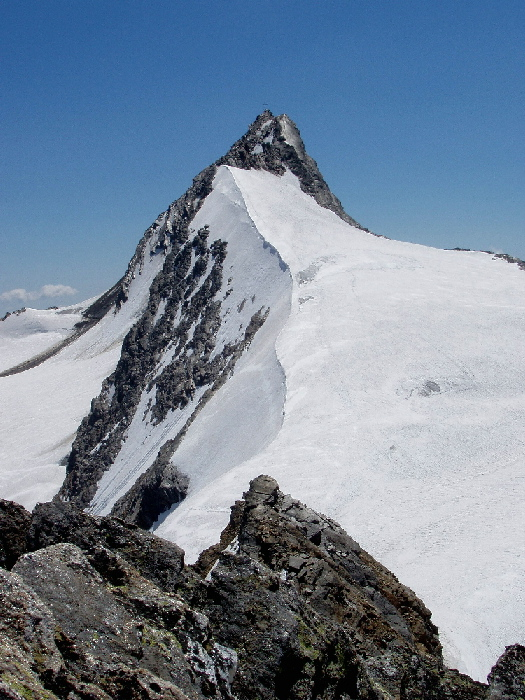
Cima Altissima

La SOIUSA le vede come un supergruppo alpino con la seguente classificazione:
- Grande parte = Alpi Orientali
- Grande settore = Alpi Centro-orientali
- Sezione = Alpi Retiche orientali
- Sottosezione = Alpi Venoste
- Supergruppo = Alpi Venoste Orientali
- Codice = II/A-16.I-A

## Delimitazioni
Ruotando in senso orario i limiti geografici delle Alpi Venoste Orientali sono i seguenti: passo di Resia, Nauderer Tal, fiume Inn, Kaunertal, Taschachtal, Pitztaler Jöchl, Timmelstal, Gurgler Tal, Passo Gelato, Val di Fosse, Val Senales, Val Venosta, Passo di Resia.

## Suddivisione
Secondo la SOIUSA le Alpi Venoste Orientali sono suddivise in cinque gruppi e diciotto sottogruppi:
- Gruppo della Punta della Gallina (1)
  - Catena della Cima della Pecora (Nauderer Berge) (1.a)
  - Nodo della Punta Gallina (Glockturmkamm) (1.b)
- Gruppo della Palla Bianca (Weißkamm) (2)
  - Gruppo della Cima del Lago Bianco (2.a)
  - Nodo del Wildspitze (2.b)
  - Nodo del Mittagskogel (2.c)
  - Nodo dello Schwarze Schneide (2.d)
  - Nodo della Palla Bianca (2.e)
  - Nodo della Punta di Oberettes (2.f)
  - Cresta del Diavolo (2.g)
- Gruppo Valbennaria-Rovina (Planeiler Berge) (3)
  - Costiera della Punta di Valbennaria (Falbenairspitze) (3.a)
  - Costiera della Cima della Rovina (Rabenkopf) (3.b)
- Gruppo Saldura-Mastaun (Saldurkamm) (4)
  - Gruppo della Saldura (4.a)
  - Catena della Cima di Mastaun (4.b)
- Cresta di Senales (Schnalskamm) (5)
  - Gruppo della Punta di Finale (Finalspitze) (5.a)
  - Gruppo del Similaun (5.b)
  - Costiera dello Schalfkogl (5.c)
  - Costiera del Ramolkogl (5.d)
  - Nodo dell'Altissima (Hochwilde (5.e)

## Montagne

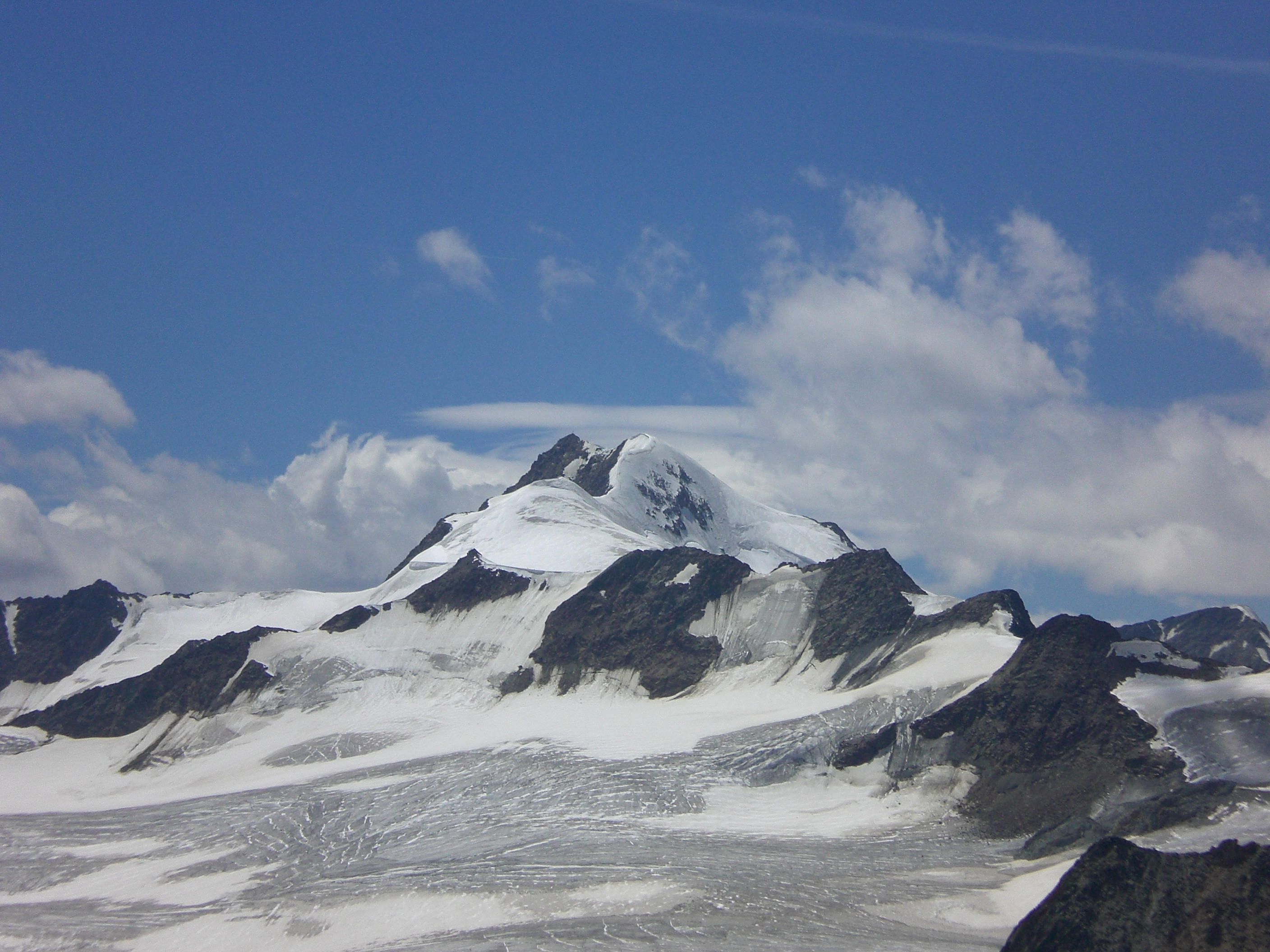
Il Wildspitze.

Le montagne principali delle Alpi Venoste Orientali, in senso ampio, sono:
- Wildspitze - 3.772 m
- Palla Bianca (ted. Weißkugel) - 3.738 m
- Cima Nera (Hintere Schwärze) - 3.628 m
- Similaun - 3.607 m
- Ramolkogel - 3.550 m
- Schalfkogel - 3.540 m
- Cima del Lago Bianco (Weißseespitze) - 3.518 m
- Punta di Finale (Fineilspitze) - 3.514 m
- Cima Altissima (Hochwilde) - 3.480 m
- Punta d'Oberettes (Schwemser Spitze) - 3.459 m
- Punta Saldura (Saldurspitze) - 3.433 m
- Punta della Gallina (Glockturm) - 3.355 m
- Punta di Valbennaria - 3.200 m
- Punta di Mastaun (Mastaunspitze) - 3.200 m
- Mittagskogel - 3.162 m
- Monte Cantone (Nauderer Hennesiglspitze) - 3.042 m
- Cima delle Pecore (Schaflahnernock) - 2.703 m